# Elettariopsis puberula
Elettariopsis puberula är en enhjärtbladig växtart som beskrevs av Henry Nicholas Ridley. Elettariopsis puberula ingår i släktet Elettariopsis och familjen Zingiberaceae.
Artens utbredningsområde är Sumatera. Inga underarter finns listade i Catalogue of Life.